# 일민주의
일민주의(一民主義)는 1949년 당시 대통령이었던 이승만에 의해 제시된 이념으로, ‘하나의 백성’으로서 함께 자본주의를 지양하고 공산주의를 배척하자는 의미이다. 일민주의의 세계관에 따르면, 자본주의와 공산주의는 모두 특정 세력의 계급독재를 옹호하는 반(反) 민족적인 제국주의 이데올로기로서, 대한민국은 민족주의를 바탕으로 한 사회민주주의적 개혁을 통해 양자를 극복해야 한다고 주장한다. 제3의 위치를 지향하는 초기 일민주의의 이러한 성격은 한국전쟁 이후 동서간의 냉전구도가 강화되면서 점차 친(親)자본주의적, 친미적인 성격의 사상으로 대체되어 갔다.
일민주의는 초대 문교부장관인 안호상에 의해 이론화되고 교육이념인 홍익인간과 함께 대한민국의 교육 정책에 큰 영향을 주었다. 일민주의에 따라 제1차 교육과정이 제정되었고, 학생 군사훈련이 시행되고, 중앙학도호국단이 조직되었다.

## 같이 보기
- 이승만
- 안호상
- 이범석